# Rheocricotopus orientalis
Rheocricotopus orientalis är en tvåvingeart som beskrevs av Wang 1995. Rheocricotopus orientalis ingår i släktet Rheocricotopus och familjen fjädermyggor.
Artens utbredningsområde är Guangdong (Kina). Inga underarter finns listade i Catalogue of Life.